# Archeomyotes angustipennis
Archeomyotes angustipennis är en tvåvingeart som beskrevs av Philip och Coscaron 1971. Archeomyotes angustipennis ingår i släktet Archeomyotes och familjen bromsar. Inga underarter finns listade i Catalogue of Life.